# Quasisimnia
Genre
Quasisimnia est un genre de mollusques gastéropodes de la famille des Ovulidae. L'espèce-type est Quasisimnia robertsoni. 

## Liste d'espèces
Selon World Register of Marine Species (9 mars 2021) :
- Quasisimnia hirasei (Pilsbry, 1913)
- Quasisimnia robertsoni (Cate, 1973)

## Publication originale
- (en) Felix Lorenz et Dirk Fehse, The Living Ovulidae : A Manual of the Families of Allied Cowries : Ovulidae, Pediculariidae and Eocypraeidae, ConchBooks, 2009, 651 p. (ISBN 3939767212).